# Vorkkameleon
De vorkkameleon of vorkneuskameleon (Calumma furcifer) is een hagedis uit de familie kameleons (Chamaeleonidae).

## Naam en indeling
De wetenschappelijke naam van de soort werd voor het eerst voorgesteld door Léon Vaillant en Alfred Grandidier in 1880. Als auteurs worden soms ook wel Paul Ayshford Methuen en John Hewitt (1913) genoemd maar dit is niet onjuist. Oorspronkelijk werd de wetenschappelijke naam Chamaeleon furcifer gebruikt.
De soortaanduiding furcifer betekent vrij vertaald 'gevorkt' en slaat op de dubbele hoorn van het dier.

## Uiterlijke kenmerken
De lichaamslengte bedraagt ongeveer 13,5 centimeter, de staart is ongeveer 6,5 cm. De lichaamskleur is groen tot bruin, zowel lichte als donkere kleuren komen voor. Op de flanken loopt een lichtere lengtestreep met enkele uit elkaar staande lichtere tot witte vlekken. Het lichaam is sterk zijdelings afgeplat, grote oorkwabben ontbreken evenals kammen op de kop. Op de rug is wel een kam aanwezig maar deze heeft meer bobbeltjes dan stekels op het midden. Mannetjes zijn eenvoudig van vrouwtjes te onderscheiden door de dubbele, gevorkte uitsteeksels aan de voorzijde van de kop. Hieraan heeft de hagedis zijn naam vorkkameleon te danken.

## Verspreiding en habitat
De vorkkameleon leeft in vochtige tropische en subtropische bossen in het oostelijke en centrale deel van het Afrikaanse eiland Madagaskar. De kameleon is de bekendste soort uit de Calumma furcifer-groep, een groep van soorten uit het geslacht Calumma die wat nauwer aan elkaar verwant zijn. Dit houdt verband met de geografische verspreiding van de soorten, maar ook met de anatomie van de penis. Een voorbeeld van een andere soort uit de groep is Calumma vencesi.
De soort is aangetroffen van zeeniveau tot op een hoogte van ongeveer 865 meter boven zeeniveau.

## Beschermingsstatus
Door de internationale natuurbeschermingsorganisatie IUCN is de beschermingsstatus 'bedreigd' toegewezen (Endangered of EN).